# Ɣ
Cette page contient des caractères spéciaux ou non latins. S’ils s’affichent mal (▯, ?, etc.), consultez la page d’aide Unicode.
Ɣ (minuscule ɣ), appelé gamma latin, est une lettre additionnelle qui est utilisée dans l'écriture des alphabets de certaines langues du Bénin, du Ghana et du Togo : ahanta, aja-gbe, dagbani, éwé, gen, ikposso, kabiyé, saxwe, siwu et waci ; du Liberia : kpèllé ; du Soudan du Sud : dinka, nuer et reel ; du Tadjikistan et de l’Afghanistan : wakhi ; du Canada en thompson ou dans une orthographe du lillooet ; de Croatie : istro-roumain ; des États-Unis en kansa ; ou encore dans l’écriture de langues berbères comme le kabyle ou touareg en Algérie, le tamasheq en Mali et le tawellemmet au Niger. Sa minuscule est également utilisée par l'alphabet phonétique international.
Sa graphie est basée sur celle du gamma minuscule grec, sa forme capitale est dérivée de la graphie minuscule ou de la graphie majuscule selon la langue utilisée.

## Utilisation
L’alphabet dialectal suédois de Johan August Lundell de 1878 utilise le gamma comme symbole phonétique avec une forme propre à l’alphabet latin.
Le gamma est déjà utilisé comme symbole phonétique pour une consonne fricative vélaire voisée, remplaçant le g barré ‹ ǥ › de l’alphabet phonétique international de l’époque, dans une un ouvrage phonétique sur l’allemand de Eduard Prokosch de 1916 ou une description phonétique du russe de Michael V. Trofimov et James P. Scott publiée en 1918.
Clement Martyn Doke utilise le gamma latin comme symbole phonétique non standard de l’alphabet phonétique international pour représenter un clic dental voisé dans une description phonétique du ǃkung de 1925 et une description phonétique du zoulou de 1926.
La lettre latine gamma est adoptée comme lettre par l’Institut international des langues et des civilisations africaines en 1927.
Dans l’alphabet phonétique international, ‹ ɣ › représente une consonne fricative vélaire voisée. Il est emprunté à l’alphabet de l’Institut international des langues et civilisations africaines en 1931, remplaçant le g barré ‹ ǥ › utilisé depuis 1900.

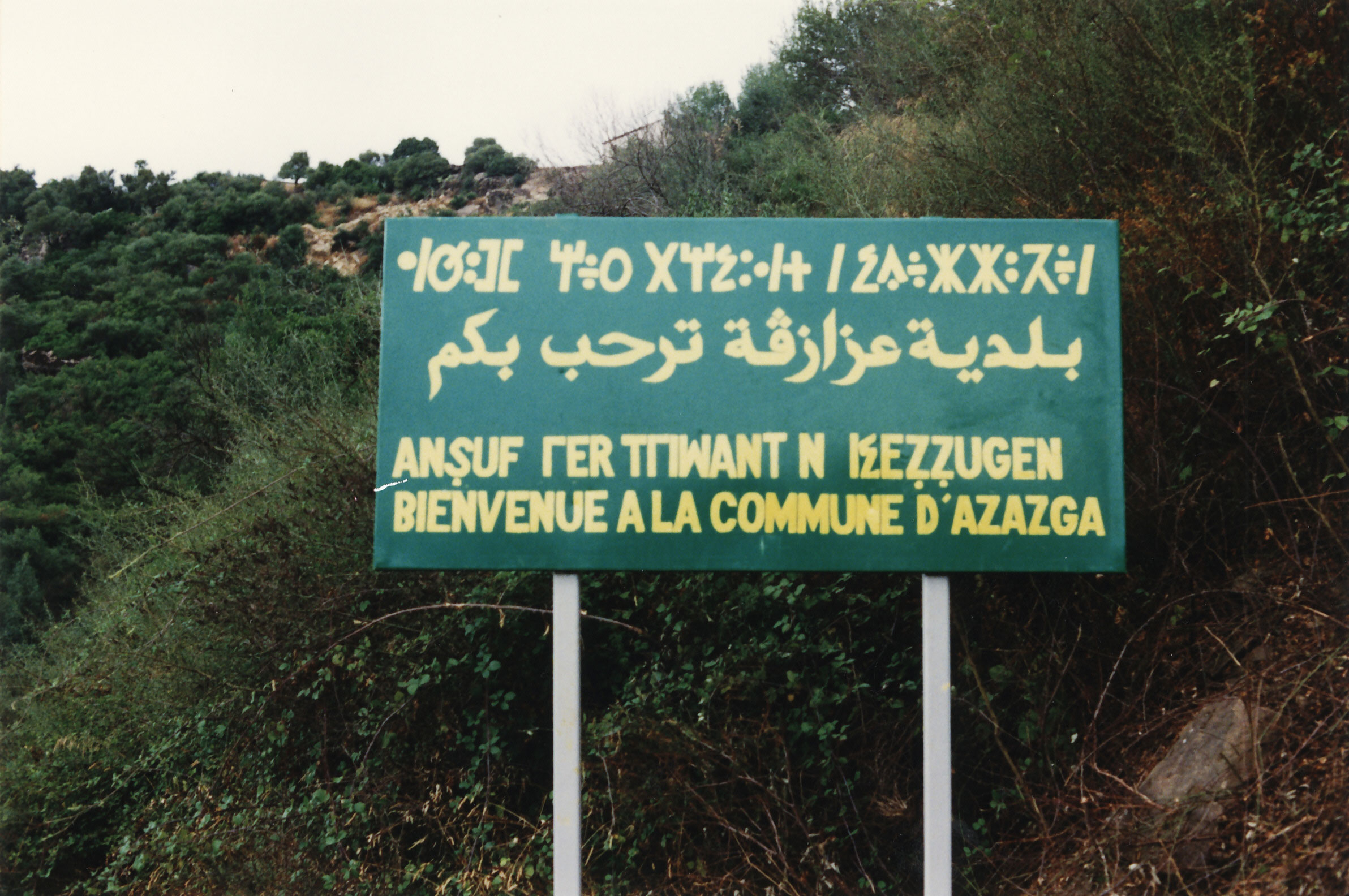
Panneau trilingue d’entrée dans la commune d’Azazga en Algérie, avec le gamma latin majuscule berbère

Dans l’alphabet berbère latin, ‹ ɣ › représente une consonne fricative uvulaire voisée [ʁ]. Sa forme majuscule est parfois basée sur le gamma majuscule grec ‹ Γ ›.

### Variantes et formes
| Majuscule | Minuscule | Description |
| --------- | --------- | --- |
|           |           | Formes avec la majuscule basée sur la minuscule.                                                                                   |
|           |           | Formes avec la majuscule basée sur la minuscule mais restant au-dessus de la ligne de base.                                        |
|           |           | Formes avec la majuscule angulaire restant au-dessus de la ligne de base.                                                          |
|           |           | Formes avec la majuscule basée sur le gamma majuscule grec, parfois utilisées dans l’alphabet berbère latin (chleuh, rifain, etc.) |

## Représentations informatiques
Le gamma latin possède les représentations Unicode suivantes :
| formes    | représentations | chaînes de caractères | points de code | descriptions                  |
| --------- | --------------- | --------------------- | -------------- | ----------------------------- |
| majuscule | Ɣ               | Ɣ                     | U+0194         | lettre majuscule latine gamma |
| minuscule | ɣ               | ɣ                     | U+0263         | lettre minuscule latine gamma |